# Rolando Despaigne
Rolando Despaigne Jurquin (né le 7 juin 1987 à Cuba) est un joueur cubain de volley-ball. Il mesure 2,00 m et joue réceptionneur-attaquant. Il totalise 5 sélections en équipe de Cuba.

## Clubs
| Club                | De        | À         |
| ------------------- | --------- | --------- |
| Olympiakos Le Pirée | 2010-2011 | 2010-2011 |
| Iraklis Salonique   | 2011-2012 | 2011-2012 |
| Brasil Vôlei Clube  | 2012-2013 | mar 2014  |
| Pallavolo Molfetta  | mar 2014  | avr 2014  |

## Palmarès
- Championnat de Grèce (2)
  - Vainqueur : 2011, 2012
- Coupe de Grèce (2)
  - Vainqueur : 2011, 2012